# Museu Arqueològic do Carmo
El Museu Arqueològic do Carmo (en portuguès, Museu Arqueológico do Carmo) és un museu lapidari que es troba a Lisboa. Ocupa les ruïnes (restaurades) de l'església gòtica de l'antic Convent do Carmo (carmelites) i exposa, bàsicament, elements arquitectònics i d'escultura arquitectònica procedents d'edificis de Lisboa desapareguts. Aquest fet, presentar restes d'edificis desapareguts en un edifici enrunat, el converteix en un exemple singular de museografia romàntica.
Va ser creat el 1863 i el gestiona l'Associació d'Arqueòlegs portuguesos, que hi té la seva seu.
El Convent del Santa Maria del Carme de Lisboa va ser fundat el 1389 per Nuno Álvares Pereira, i l seva església, ocupada pel Museu, és un magnífic exemple d'arquitectura gòtica, concretament de la tipologia característica dels anomenats ordes mendicants. Va resultar molt afectada pel terratrèmol de 1755. Tot seguit se'n va emprendre la restauració però les voltes de les naus i el transsepte no es van arribar a refer mai. La part més ben conservada és la de la capçalera, amb les seves capelles.
L'exterior de la capçalera, imponent estructura gòtica, ha guanyat visibilitat arran de la intervenció en aquell entorn de l'arquitecte Alvaro Siza (2008)
Entre altres peces s'hi troba la tomba gòtica del rei Ferran I de Portugal. Destaca també una monumental imatge de Sant Joan Nepomucè de Giovanno Antonio Bellini (1743). A part dels objectes procedents d'edificis desapareguts, a les capelles de la capçalera s'hi pot trobar un conjunt de rajoles del segle 18 representant la Passió de Jesús, material arqueològic (excavacions de Vila Nova de Sao Pedro), ceràmica precolombina, un sarcòfag romà (Sarcòfag de les muses) i altres peces d'epigrafia romana.